# 음력 3월 9일
음력 3월 9일은 음력 3월의 9번째 날이다.

## 사건
- 2000년 - 대한민국 제16대 국회의원 선거 - 한나라당 133석, 새천년민주당 115석, 자민련 17석.

## 문화
- 2019년 - 전북극동방송 개국.

## 탄생
- 1976년 - 대한민국의 가수 고유진.
- 1990년 - 대한민국의 가수 이제나.

## 사망
- 1421년 - 조선 태조의 4왕자 회안대군.

## 같이 보기
- 음력 360일: 1월 2월 3월 4월 5월 6월 7월 8월 9월 10월 11월 12월
- 전날:3월 8일 다음날:3월 10일 - 전달:2월 9일 다음달:4월 9일
- 양력:3월 9일
- 음력, 윤달